# Henning (Tennessee)
Henning – miasto w Stanach Zjednoczonych, w stanie Tennessee, w hrabstwie Lauderdale.